# Denis Noble

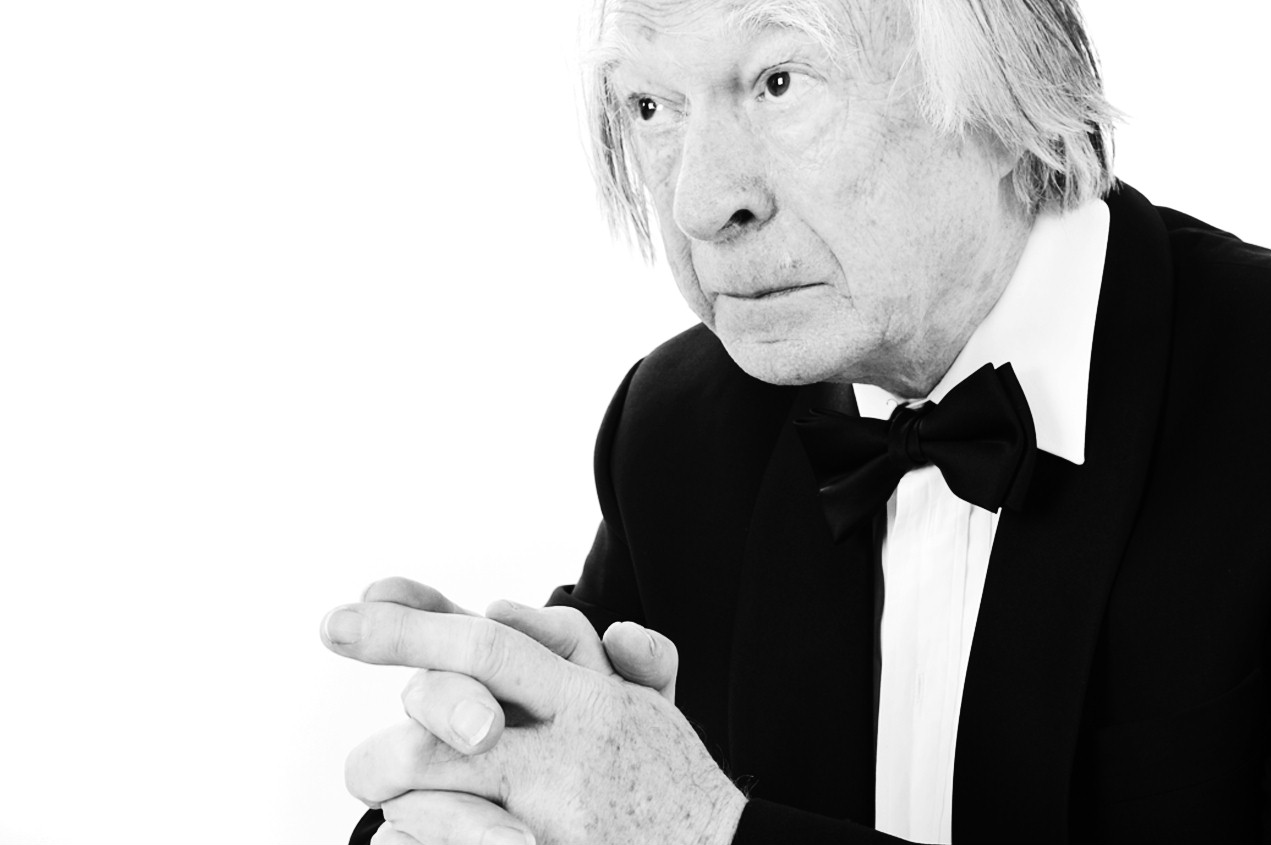
Denis Noble

Denis Noble (* 16. November 1936) ist ein britischer Physiologe. Er zählt zu den Pionieren der Systembiologie.

## Leben
Denis Noble studierte am University College London, wo er 1961 promovierte. In seiner vielbeachteten Doktorarbeit, aus der zwei Artikel in Nature entstanden, entwickelte er das erste mathematische Modell des arbeitenden Herzens basierend auf dem Hodgkin-Huxley-Modell. Noble hatte von 1984 bis 2004 den Burdon-Sanderson-Lehrstuhl für kardiovaskuläre Physiologie an der Universität Oxford inne. Heute ist er Emeritus und Ko-Direktor der Computational Physiology in Oxford. Als Generalsekretär der International Union of Physiological Sciences (IUPS) gehörte er zu den Initiatoren des Physiom-Projekts, in dem durch das Aufstellen von quantitativen Modellen und deren Lösung durch Computersimulationen die Interpretation der Genom-Daten gefördert werden sollte.
2006 veröffentlichte er mit The Music of Life das erste populärwissenschaftliche Buch über die Systembiologie. Hierin kritisiert er die Ideen des genetischen Determinismus und Reduktionismus, wie er sie am radikalsten bei manchen Anhängern von Dawkins’ Theorie des egoistischen Gens findet. Er stellt die These auf, dass aufgrund verschiedener Feedbackmechanismen (z. B. Splicing, Epigenetik) das Genom keine hervorzuhebende Organisationsebene, kein Programm ist, aus dem in reduktionistischer Vorgehensweise die Funktion „höherer“ Ebenen wie die der Proteine, Zellen oder gar Organe hergeleitet werden könne. Anstelle dessen schlägt er eine systemische Betrachtungsweise von Organismen vor. Noble gehört hiermit zu den Vertretern einer erweiterten Sicht auf die Evolution (Extended Evolutionary Synthesis). Er stellt das neodarwinistische Paradigma in Frage und betont ergänzende Mechanismen wie epigenetische Vererbung, nicht-zufällige Mutationen und organismische Rückkopplungen. Er plädiert für ein systemisches, mehrdimensionales Verständnis von Evolution.
Noble kritisiert die Vorstellung eines genetischen Determinismus, wonach Gene als zentrale Steuerungsinstanz biologischer Prozesse fungieren. Stattdessen betont er die Bedeutung dynamischer Rückkopplungen, epigenetischer Regulation und sogenannter Top-down-Kausalität. In diesem Zusammenhang entwickelte er das Konzept der biologischen Relativität, das besagt, dass keine Organisationsebene der Biologie (Gene, Zellen, Organe) eine absolute Kausalpriorität besitzt.

## Ehrungen
- Fellow der Royal Society (1996)
- Ehrendoktorwürden u. a. der Universitäten Bordeaux, Wuhan und Shanghai
- Lomonossow-Goldmedaille der Russischen Akademie der Wissenschaften (2022)
- Mitglied der Academia Europaea

## Schriften
- Initiation of the Heartbeat, 1975
- Electric Current Flow in Excitable Cells, 1975
- Electrophysiology of Single Cardiac Cells, 1987
- Goals, No Goals and Own Goals, 1989
- Sodium-Calcium Exchange, 1989
- Ionic Channels and the Effect of Taurine on the Heart, 1993
- The Logic of Life, 1993
- The Music of Life, 2006
- Dance to the Tune of Life. Biological Relativity, 2016